# Dopplereffekt
Dopplereffekt er betegnelsen for det fænomen, at frekvensen af bølgefænomener (f.eks. lyd eller lys) varierer afhængigt af kildens og modtagerens hastigheder i forhold til det medie, bølgerne bevæger sig i. I trafikken synes den ellers ensartede lyd fra biler og andre motorkøretøjer og fra udrykningskøretøjers sirener, at ændre tonehøjde, når de passerer forbi.

Den har navn efter opdageren, den østrigske fysiker Christian Doppler.
De kvantitative forhold varierer afhængigt af, hvilket bølgefænomen der er tale om, men generelt gælder at:
- Når kilden bevæger sig i en retning der bringer den tættere på modtageren, opfattes bølgerne som kortere end de bølger kilden afsendte, og modtageren opfatter derfor en frekvens (eller "tone") der er højere end kildens faktiske frekvens.
- Når kilden bevæger sig i en retning der bringer den længere væk fra modtageren, forekommer bølgerne længere ved ankomsten hos modtageren, som derfor registrerer en lavere frekvens.

## Dopplereffekt for bølger i et medie
Visse bølgefænomener, f.eks. lyd, "færdes" i hvad der omtales som et medie; et stof som f.eks. luft eller vand. For sådanne bølgefænomener afhænger doppler-forskydningen af kildens og modtagerens hastigheder i forhold til dette medie – mere præcist gælder, at:

{\displaystyle f_{M}={\frac {v+v_{M}}{v+v_{K}}}\cdot f_{K}}

hvor fK er den frekvens, kilden udsender bølger med,

fM er den frekvens, modtageren registrerer,

v er bølgernes udbredelseshastighed i det medie de bevæger sig i,

vK er kildens hastighed i forhold til mediet, og

vM er modtagerens hastighed i forhold til mediet.

## Dopplereffekt uden et medie
Modsat lyd "færdes" lys, radiobølger og andre former for elektromagnetisk stråling uhindret i det tomme rum, hvor der ikke er noget medie at "måle" kildens og modtagerens hastigheder i forhold til, så her må man ty til relativitetsteorien: Med den kan man påvise, at:

{\displaystyle f_{M}={\sqrt {\frac {c-v}{c+v}}}\cdot f_{K}}

hvor c er lysets hastighed, 299.792.458 meter pr. sekund,

fK er den frekvens, kilden udsender bølger med,

fM er den frekvens, modtageren registrerer, og

v er kildens og modtagerens indbyrdes hastighed; regnet positiv hvis de fjerner sig fra hinanden, og negativ hvis de nærmer sig hinanden.

## Praktiske anvendelser
Hvis man kender den frekvens hvormed en bevægelig kilde udsender lyd- lys- eller andre bølger, kan man ud fra den modtagne frekvens bruge ovenstående formler til at bestemme kildens radialhastighed, dvs. bestemme hvor hurtigt den enten nærmer sig eller fjerner sig observationspunktet. Det benyttes i praksis:

### Hastighedskontrol i trafikken
Den "fart-radar" som færdselspolitiet tidligere benyttede sig af, sender radiobølger med en fast, veldefineret frekvens hen mod det køretøj hvis fart ønskes målt. Når køretøjets metaldele reflekterer disse radiobølger, bliver køretøjet i en vis forstand en "kilde" for radiobølger, og ved at sammenligne frekvenserne af de udsendte og tilbagekastede bølger kan man udlede køretøjets hastighed i forhold til radaren.

### Hastighedsmåling i astronomien
Dopplereffekten og radarteknikken er også blevet anvendt i astronomiens tjeneste til at måle såvel afstanden som den radiale hastighed af bl.a. Månen og planeten Venus.
Stjerner udsender deres eget lys, hvis spektrum indeholder "linjer" der er karakteristiske for det stjernestof, der er ansvarligt for lysudsendelsen. Disse spektre kendes fra laboratorieeksperimenter, men i stjernernes lys vil frekvensen for disse karakteristiske linjer være en anelse forskudt som en konsekvens af dopplereffekten. Heraf kan man igen bestemme den radiale komponent af stjernes hastighed i forhold til observatoriet på Jorden.
For lyset fra fjerne galakser har man målt en systematisk større bølgelængde end tilsvarende lys målt i laboratorier. Da vi forbinder rødt lys med større bølgelænge omtales dette fænomen som rødforskydning og det fortolkes som et resultat af Dopplereffekten. 
Rødforskydningen z er defineret som
```
   z = ( λ
obs
 – λ ) / λ
```

Her er λ bølgelængden der måles i laboratoriet.
For galakser med lav rødforskydning (z<0.1) kan man vise at der gælder følgende sammenhæng mellem rødforskydningen og galaksens hastighed (i forhold til observatøren)
```
   v = z · c
```

hvor c = 299792458 m/s er lyshastigheden i vakuum.

### Musik
Dopplereffekten anvendes på Leslie højttalere, som anvender roterende højttalere hvorved Dopplereffekten fremkommer. Lesliehøjtalererne bliver oftest brugt sammen med Hammondorgel
 Der er for få eller ingen kildehenvisninger i denne artikel, hvilket er et problem. Du kan hjælpe ved at angive troværdige kilder til de påstande, som fremføres i artiklen.